# 임민혁 (1997년)
임민혁 (1997년 3월 5일 ~ )은 대한민국의 축구 선수로서 포지션은 미드필더다. 현재 FC 안양 소속이다.

## 클럽 경력
수원공업고등학교 3학년을 마치고 2016년 FC 서울에 자유선발로 입단하였다. 2016년 7월 24일 K리그 데뷔전을 치르며 FC 서울 소속 선수로 첫 경기를 소화하였다.
2017년 12월 27일 같은 팀의 김정환과 함께 광주 FC에 입단했다.
2021시즌을 앞두고 경남 FC로 이적했다.
2022시즌을 앞두고 FC 서울로 이적했다.
2023년 2월 28일, 부산 아이파크로 임대 이적했다.

## 국가대표 경력
임민혁은 2017년 FIFA U-20 월드컵에 출전하는 대한민국 U-20 대표팀에 포함되었다. 2017년 FIFA U-20 월드컵에서 조별리그 1차전, 기니와의 경기에서 팀이 1대0으로 이기고 있는 상황에서 팀의 두번째 골을 기록하였다.

## 수상

### 클럽

#### FC 서울
- K리그1
  - 우승 1회 : 2016

#### 광주 FC
- K리그2
  - 우승 1회 : 2019

## 참고 자료
- 홍의택의 스카우트(5) - 서울 임민혁, 볼 한 번 참 야무지게 차더군